# Eragrostis atropioides
Eragrostis atropioides är en gräsart som beskrevs av Friedrich Hermann Gustav Hildebrand. Eragrostis atropioides ingår i släktet kärleksgrässläktet, och familjen gräs.
Artens utbredningsområde är Hawaii. Inga underarter finns listade i Catalogue of Life.

## Bildgalleri

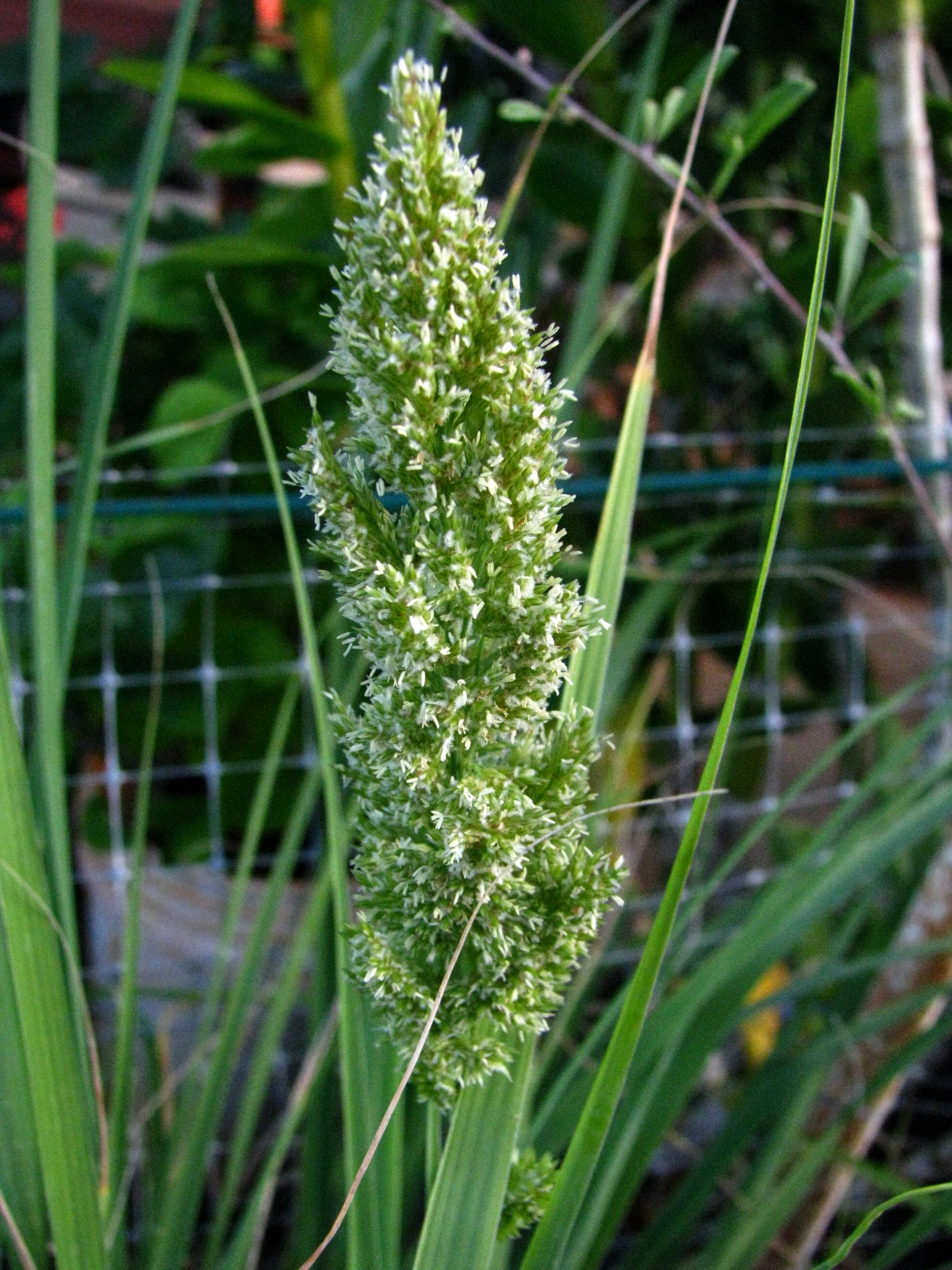
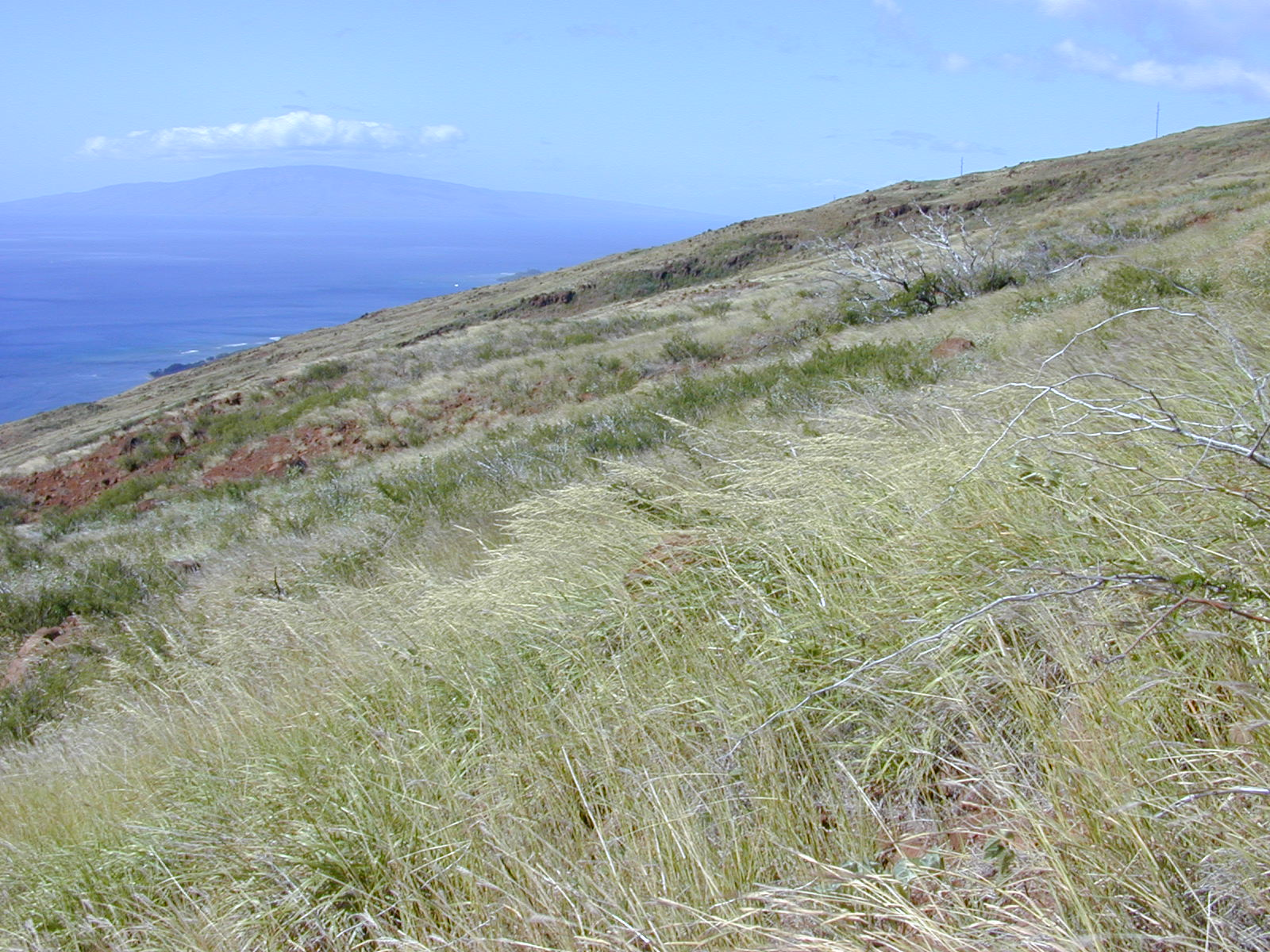
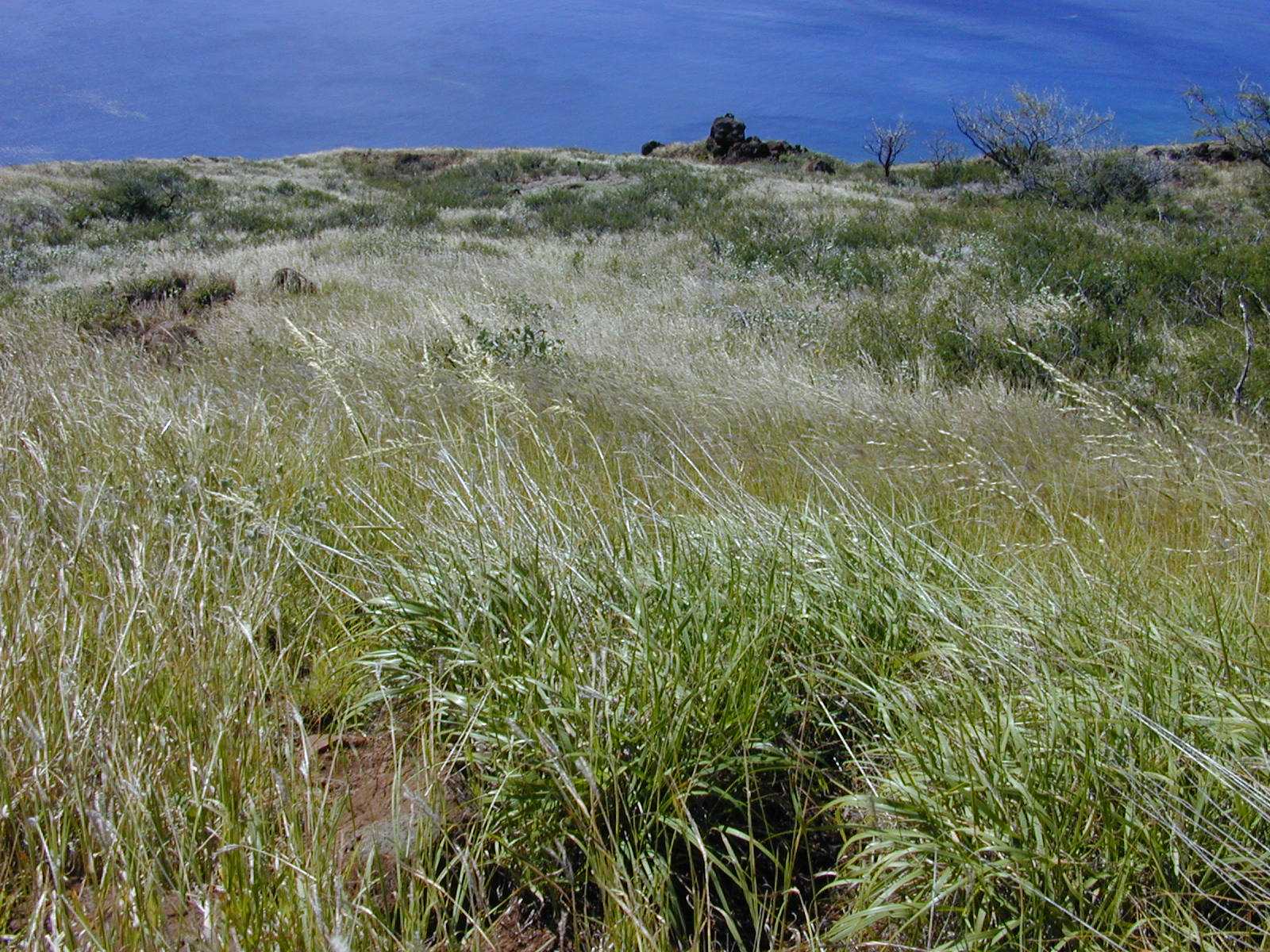
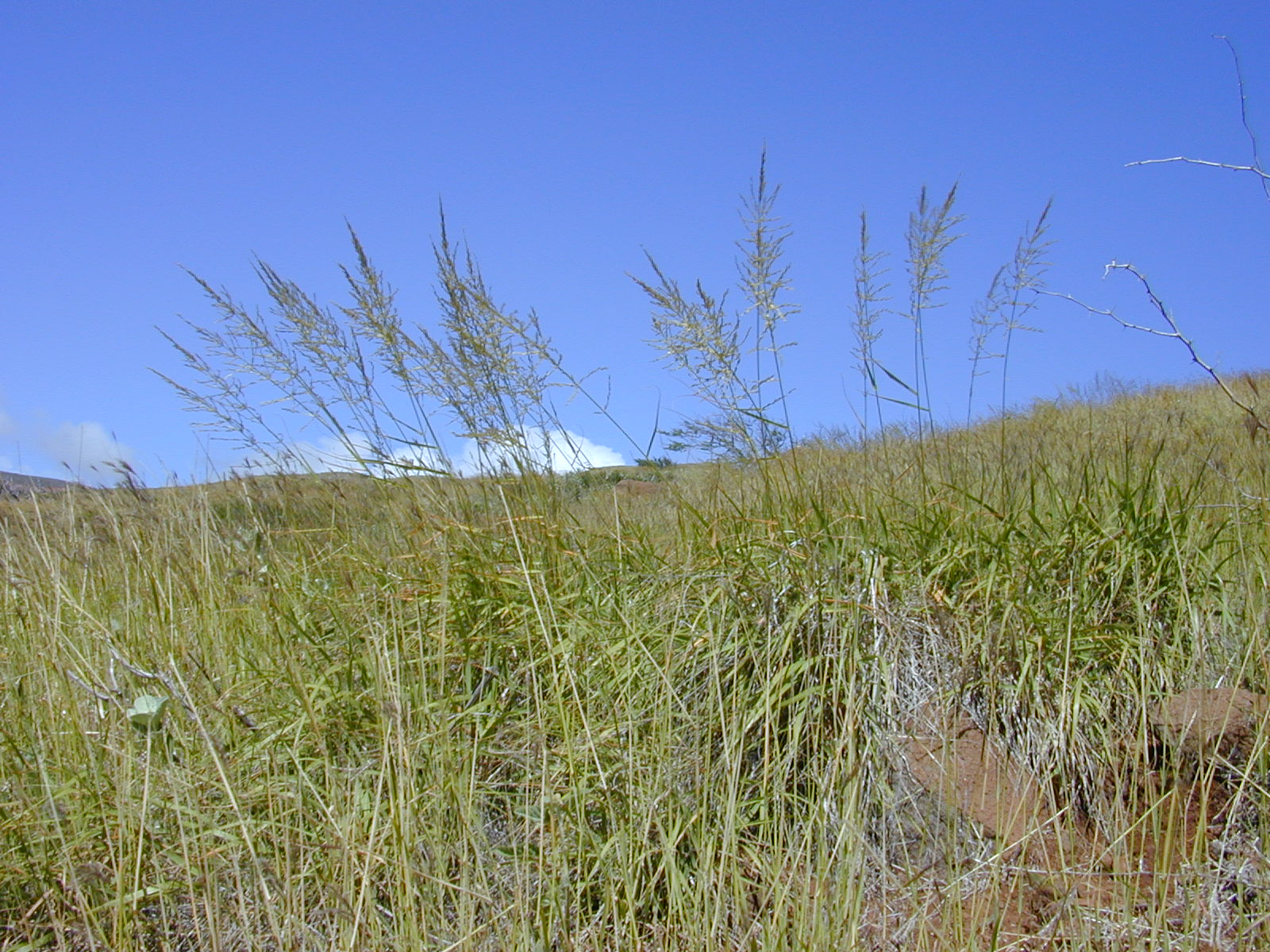